# Hippolyte Michaud
Pour les articles homonymes, voir Michaud.
Claude Hippolyte Michaud, né le 20 août 1823 à Beaune et mort dans la même ville le 5 septembre 1886, est un artiste peintre français.

## Biographie
D'abord élève de Louis Bonnet (1785-1860), fils de Jean-Louis Bonnet à l'École communale de dessin de Beaune, puis d'Anatole Devosge (1770-1850) à l'École gratuite de dessin de Dijon au début des années 1840, Hippolyte Michaud est admis en 1843 à l'École des beaux-arts de Paris, puis dans l'atelier de Léon Cogniet (1794-1880), où il ne reste que très peu de temps.
Bénéficiaire d'une bourse du département de la Côte-d'Or pour son séjour parisien, il y connaît la misère et des problèmes de santé. Il survit en peignant des portraits et des scènes de genre. C'est sous un pseudonyme qu'il expose pour la première fois au Salon de 1846, puis expose sous son nom aux Salons suivants. En 1866, l'État français lui achète son tableau La Mansarde.
Vers 1864, Hippolyte Michaud est nommé conservateur du musée des beaux-arts de Beaune, puis ouvre en 1871 un cours de dessin appliqué aux arts industriels et de modelage pour adultes. La même année, l'artiste est nommé professeur de dessin à l'école communale de Beaune, logée dans le collège de la ville. Il y connaît un certain succès auprès de ses élèves, et transforme l'enseignement, écartant la copie intensive d'après la gravure et la lithographie, pour privilégier la copie d'après la bosse. Il démissionne néanmoins en 1873, et son successeur, Victor Dubois, rétablit les méthodes d'enseignement traditionnelles. Il est inhumé au cimetière de Beaune.

## Collections publiques

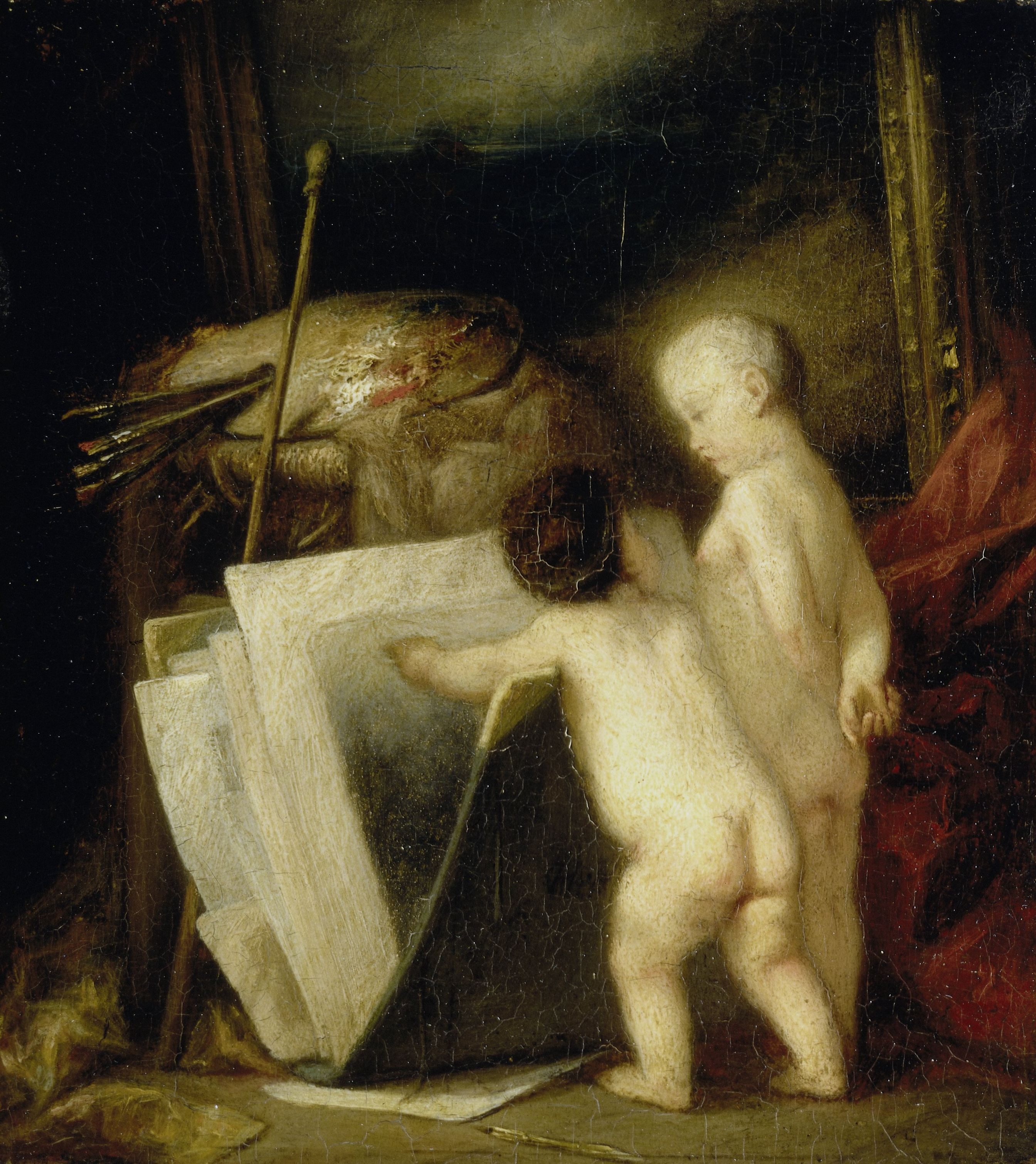
De kleine kunstliefhebbers, Rijksmuseum, Amsterdam

- Auxonne, musée Bonaparte : Gaspard Monge, d'après Antoine Gros[5]
- Musée des beaux-arts de Beaune :
  - Le Corps meurt, mais l'esprit reste, 1853, huile sur toile, achat de l'État au Salon de 1853
  - La Mansarde, 1865, huile sur toile, achat de l'État au Salon de 1865[6]
  - Autoportrait, huile sur toile[7]
  - Ecce homo, 1858, huile sur toile
  - Deus Jacet, 1881, huile sur toile, Salon de 1881
  - Femme au ruban bleu, huile sur toile
  - Le Bal masqué, huile sur toile
  - Un Rêve, avant 1858, huile sur toile, d'après la poésie lyrique de Jules Mercier, Les Illusions se flétrissent au souffle de la mort
  - Tête d'enfant, huile sur carton
  - Portrait du comte Jean-Michel Esdouhard, avant 1865, huile sur toile
  - Portrait de monsieur Charles Cloutier-Martin, huile sur toile
  - Portrait de Louis Verry, huile sur toile
  - Autoportrait, vers 1843, huile sur toile[8]
  - Portrait de femme, huile sur toile
  - Portrait de collégien - M. Édouard Renard, 1859, huile sur toile
  - Portrait d'un enfant au chien, huile sur toile
  - Portrait d'homme chauve, huile sur toile
  - Les Trois Parques, 1869, huile sur toile, Salon de 1869
  - Les sept Péchés capitaux, esquisse, huile sur toile
  - Le Baiser de l'enfant, vers 1884, huile sur toile
- Beaune, hôtel de la Sous-Préfecture : Le vieux Bourguignon, vers 1875, huile sur toile
- Dijon, musée Magnin :
  - Retour de bal, huile sur toile
  - Étude de nu, huile sur bois[9]
- Musée des beaux-arts de Dijon :
  - Tentation, huile sur toile
  - Autoportrait, huile sur toile
  - La Vie et la Mort, vers 1854, huile sur toile
- Château de Dampierre : projet de décoration en collaboration avec Adrien Guignet
- Rijksmuseum, Amsterdam :
  - De kleine kunstliefhebbers, entre 1840 et 1886, huile sur panneau de bois.

## Élèves
- Nicolas Henri Forget (1844-1882)[10]

### Iconographie
- Hippolyte Michaud, Autoportrait, huile sur toile, musée des beaux-arts de Dijon
- Hippolyte Michaud, Autoportrait, huile sur toile, musée des beaux-arts de Beaune